# Muren (løb)
 For alternative betydninger, se Mur.
Muren, jeg ramte muren, udtryk brugt i forbindelse med maratonløb, når musklernes glykogen-indhold er opbrugt, og man løber videre på fedtforbrænding.
Ved overgangen til fedtforbrænding opleves tiltagende apati og stor nedgang i løbetempo, benene føles følelsesløse, lidt svimmelhed og kroppen er fuldstændig tom. Muren er imidlertid kun psykologisk, idet kroppen foretager flere processer af gangen for at få energi, og er ikke en direkte overgang til fedtforbrænding, men en langsom ændring over længere tid. Dvs. fysiologisk er der intet grundlag for muren[kilde mangler].

## Forklaring
Til al muskelarbejde kræves der tilførsel af ilt og energirig kost, der primært indeholder fedt, kulhydrat og protein, som nedbrydes i organismen og transporteres videre med blodet.
Kulhydrater oplagres i muskulatur og lever som glykogen, medens fedtet oplagres under huden på udsatte steder, eksempelvis på hofterne og maven.
Energidepoterne varierer meget fra person til person. Nedenstående tabel , angiver således normalværdier for en mand på 75 kg.
Under hvile eller lettere træning bruges overvejende fedt som energikilde, medens kroppen under hård træning/ konkurrence vælger kulhydrater som brændstof, hvilket er gunstigt i forbindelse med kroppens evne til at optage den ilt, som skal bruges til forbrænding.
Efter en længere og hård træningstur/ konkurrence – i for eksempel op til 2 timer – bruges hovedparten af kroppens glykogendepoter og organismen slår over til fedtforbrænding, som kræver væsentlig større ilttilførsel. Det er på det tidspunkt at den såkaldte mur rammes.
Derefter tager det forholdsvis lang tid – mellem 24 og 48 timer – før depoterne igen er fyldt op.
Det er muligt at man før en større udfordring, kan opbygge sine depoter af glykogen ved sukkerkuren. Kort omfatter kuren to faser før konkurrencen.
- Første fase: Tre dage med kost uden kulhydrater kun fedt og proteinrig kost, (halvhård træning for at tømme glykogendepoter).
- Anden fase: Opladning i tre dage ved indtag af så kulhydratrig kost som muligt, (let eller ingen træning). Herefter konkurrence.

Det er muligt ved denne metode at forøge sine glykogendepoter med op til 50%.

## Glykogen indhold
| Depot            | Glykogen i lever      | Glykogen i muskler       | Fedtvæv                     |
| ---------------- | --------------------- | ------------------------ | --------------------------- |
| Energibeholdning | ca. 800 kJ (200 kcal) | ca. 6.000 kJ (1500 kcal) | ca.200.000 kJ (50.000 kcal) |
| Energi til       | ca. 3-4 km løb        | 15-30 km løb             | over 100 km løb             |